# Fusell General Liu
El fusell General Liu va ser anomenat així pel seu inventor i el primer superintendent de l'arsenal de Hanygan, el General Qing En Liu (1869-1929), perquè aquest fusell mai va rebre cap altre nom. Va ser molt probablement el primer fusell semiautomàtic xinès. El fusell utilitzava el sistema de compressió de gas, similar al Fusell M1922 Bang (altres fusells que també utilitzaven aquests sistema eren, per exemple, el fusell alemany Gewehr 41, o els primers models del fusell americà M1 Garand). El sistema de foc del fusell podia ser canviat entre fusell de forrellat habitual, o revertit per ser un fusell semiautomàtic, en el qual, el forrellat es movia gràcies al gas de cada tret, i era recarregat també amb aquest mètode fins que s'acabava la munició dintre del fusell.
A més, a la culata del fusell, hi havia un compartiment amb les eines de neteja d'aquest fusell.

## Història
A principis de 1914, el General Liu va contractar a Pratt & Whitney Tool Company, de Hartford, per comprar màquines per a l'arsenal de Hanyang. Un contracte de 1.082.500 $ (USD) va ser signat amb la companyia l'11 d'abril, amb un temps límit d'espera de 24 mesos perquè li entreguessin el que havia comprat. Més tard, al setembre, va arribar Liu amb la seva família i set ajudants a Hartford, amb la intenció de veure i familiaritzar-se amb la maquinària que havien comprat. Liu va estar en Hartford com a mínim fins a juny de 1915. En el 8 de setembre de 1916, van ser provades en el camp de proves de Nan Yuan, a Pekín. La primera versió va ser construïda a Hanygan, amb una molla per al fusell feta a ma, la segona va ser construïda a Pratt & Whitney, i la molla feta amb maquines. Les proves van concloure que les molles fetes a mà a Hanygan, eren molt dèbils i febles per poder fer el recorregut complet perquè el fusell fos semiautomàtic, m’entres que les que estaven fetes als EUA eren bastant superiors. In 1918 two rifles were tested at Springfield Armory by Julian Hatcher. En el estiu de 1919, durant una xerrada amb el Departament de Guerra, el General Liu va patir un accident cardiovascular que li va deixar un costat del cos immobilitzat, suposadament per culpa de que el vaixell que transportava la maquinària es va enfonsar a camí de la Xina. Més tard la maquinària va ser recuperada i va arribar a Xangai. Va ser emmagatzemada en un magatzem fins a 1921, quan va ser enviada a l'Arsenal de Gongxian.